# Дегтярёв, Николай Николаевич

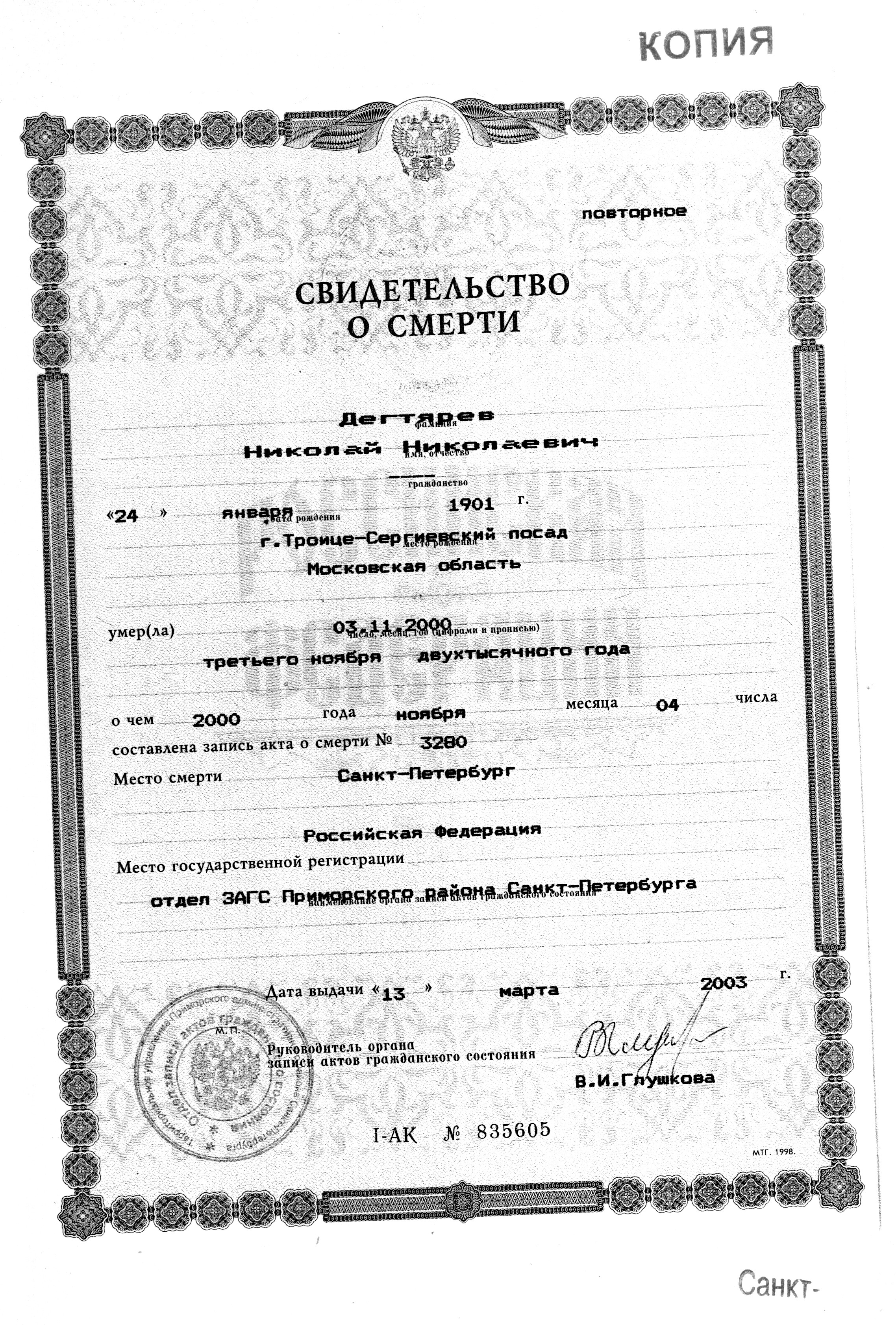
Дегтярёв Николай Николаевич, скан копии свидетельства о смерти

Николай Николаевич Дегтярёв (24 января 1901 года,   Сергиев Посад, Московская губерния,  Российская империя — 3 ноября 2000 года, Россия) — советский военачальник, полковник  (1942).

## Биография
Родился 24 января 1901 года в городе Сергиев Посад, ныне в Московской области. Русский.  До службы в армии  работал конторщиком в торговом отделении Шустова в городе Нижний Новгород, с октября 1917 года — почтово-телеграфным служащим в почтово-телеграфном отделении Яскино Ярославской губернии, с апреля
1919 года — счетоводом на материальном складе Нижегородского горсовета.

### Военная служба

#### Гражданская война
10 июля 1919 года по профсоюзной мобилизации вступил в РККА в городе Нижний Новгород и направлен в Приволжский стрелковый полк, а оттуда через несколько дней переведен в 7-й телеграфно-телефонный дивизион. В августе с маршевой ротой убыл на Южный фронт в 8-ю армию, по прибытии в Воронеж назначен в батальон связи 33-й Кубанской стрелковой дивизии. В начале 1920	года  заболел тифом, после лечения в Новочеркасском и Воронежском госпиталях и отпуска по болезни в марте зачислен в команду при Нижегородском губвоенкомате (на электростанции). В июле переведен в штаб войск ВОХР (позднее ВНУС) Кавказского фронта на должность старшего делопроизводителя. С января 1921 года был сотрудником для поручений при командире батальона 326-го стрелкового полка СКВО. При реорганизации Красной армии в том же году зачислен в резерв округа и направлен затем в СибВО, где служил в учебно-кадровом полку 21-й Пермской стрелковой дивизии командиром взвода и адъютантом.

#### Межвоенные годы
С июля 1922 года последовательно учился на 20-х Екатеринбургских и 3-х Омских кавалерийских курсах, с июля 1923 года — в 3-й Самарской, а с августа 1924 года — во 2-й Борисоглебско-Ленинградской кавалерийских школх (переводился с расформированием учебных заведений). По окончании последней в августе 1925 года назначен командиром взвода в 87-й кавалерийский полк 9-й Дальневосточной кавалерийской бригады в городе Спасск, с ноября командовал взводом полковой школы в 85-м кавалерийском полку в городе Никольск Дальневосточного края. С октября 1926 года служил в штабе бригады врид старшего помощника начальника оперативной части, врид начальника административно-хозяйственного отделения и врид начальника строевого отделения. В октябре 1928 года вернулся в 85-й кавалерийский полк и проходил в нем службу командиром пулеметного взвода полковой школы, с июля 1929 года — начальником хозяйственного довольствия полка. В последней должности участвовал в боях на КВЖД, в операции под городом Мишань-Фу. 
В мае 1932 года назначен начальником отделения тыла штаба 8-й кавалерийской дивизии ОКДВА. В октябре 1935 года переведен на ту же должность в 30-ю кавалерийскую дивизию ЛВО. В сентябре 1937 года был арестован органами НКВД и находился под следствием (обвинялся по ст. 58 и 193 УК  РСФСР). Приговором Военного трибунала округа осужден на 5 лет лишения свободы «за связь с врагами народа». В июле 1940 года Военной коллегией Верховного Суда СССР этот приговор был отменен, и дело прекращено «ввиду отсутствия состава преступления». После освобождения и восстановления в кадрах Красной армии в июле 1940 года назначен начальником 4-го отделения штаба 122-й стрелковой дивизии ЛВО, с ноября исполнял должность начальника 5-го отделения штаба дивизии.

#### Великая Отечественная война
С началом  войны дивизия в составе 42-го стрелкового корпуса 14-й армии Северного, затем Карельского фронтов вела оборонительные бои в районе Куолоярви — Алакуртти (западнее Мурманска). В августе 1941 года майор Дегтярев вступил во временное исполнение должности начальника штаба дивизии, а через месяц назначен начальником отдела тыла штаба этого же 42-го стрелкового корпуса. С октября 1941 года занимал должность начальника организационно-планового отдела, а с января 1942 года — заместитель начальника отдела штаба Кандалакшской оперативной группы Карельского фронта. В феврале — апреле 1942 года временно командовал 4-й лыжной бригадой этой оперативной группы, затем переведен на должность начальника штаба этой лыжной бригады в составе 19-й армии. С мая исполнял должность заместителя командира 3-й стрелковой бригады этого же фронта. 
В сентябре 1942 года направлен в УрВО на формирование 23-й отдельной лыжной бригады. В феврале 1943 года бригада под его командованием убыла на Северо-Западный фронт и входила затем в 68-ю и 1-ю танковую армии Особой группы войск генерал-полковника М. С. Хозина, сформированной для участия в Демянской операции 1943 года. 
С расформированием бригады в апреле 1943 года полковник  Дегтярев был зачислен в распоряжение Военного совета фронта, затем в июле направлен на учебу в Высшую военную академию им. К. Е. Ворошилова. В декабре окончил ее ускоренный курс и направлен на Карельский фронт для назначения командиром бригады, с прибытием допущен к должности заместителя командира 367-й стрелковой дивизии. Ее части в составе 32-й армии вели оборонительные бои на массельском направлении. В конце февраля 1944 года дивизия была переброшена в район станции Лоухи, где вошла в состав резерва 26-й армии.  
23 августа 1944 года допущен к командованию 54-й стрелковой дивизией. Ее части занимались постройкой дорог в условиях труднопроходимой местности на суомус-салмском направлении. В ноябре дивизия была передислоцирована в Польшу в район ст. Кальвария и Сувалки. С 15 декабря она вошла в 31-ю армию 3-го Белорусского фронта, а 30 декабря Военный совет фронта отстранил его от должности. С 30 января 1945 года Дегтярев исполнял должность заместителя командира 251-й стрелковой Витебской Краснознаменной дивизии и в составе 2-й гвардейской армии участвовал с ней в Восточно-Прусской, Инстербургско-Кенигсбергской наступательных операциях. С 29 марта  по  14 апреля 1945 года исполнял обязанности командира дивизии.  За овладение городом Прейсиш-Эйлау дивизия  была награждена орденом Суворова 2-й ст. (05.04.1945).  За образцовое выполнение заданий командования в боях при прорыве обороны немцев в районе оз. Норденбург, овладении крупными опорными пунктами и узлами сопротивления —  Бартен,  Бартенштайн, Розитген и Аугам, а также на подступах к Хармсдорфу полковник  Дегтярев награжден орденом Красного Знамени. С 24 апреля переведен на ту же должность в 115 -ю стрелковую Холмскую Краснознаменную дивизию этой же армии.

#### Послевоенное время
После войны с 30 июля 1945 года служил в СГВ, исполняя должность заместителя командира 18-й стрелковой Мгинской Краснознаменной ордена Суворова дивизии в городе Борхольм (Дания). 21 августа 1946 года полковник Дегтярев  уволен в запас.
Указом Президента Российской Федерации № 443 от 4 мая 1995 года,  за отличия в руководстве войсками при проведении боевых операций в период Великой Отечественной войны 1941-1945 годов, был награждён орденом Жукова.

## Награды
- орден Жукова (04.05.1995)
- орден Ленина (21.02.1945)[5][6]
- три ордена Красного Знамени (03.11.1944[7][6], 14.04.1945[8],  25.04.1945[9])
- орден Отечественной войны I степени (23.11.1944)[10]
- орден Отечественной войны II степени (06.04.1985)[11][12]
  - медали в том числе:
  - «За оборону Советского Заполярья» (1944)
  - «За победу над Германией в Великой Отечественной войне 1941—1945 гг.» (09.11.1945)[13]
  - «За взятие Кёнигсберга» (1945)
  - «Ветеран Вооружённых Сил СССР» (1976)